# National Board of Review Awards 1977
La 49ª edizione dei National Board of Review Awards si è tenuta il 19 dicembre 1977.

## Classifiche

### Migliori dieci film
- Io e Annie (Annie Hall), regia di Woody Allen
- La febbre del sabato sera (Saturday Night Fever), regia di John Badham
- L'occhio privato (The Late Show), regia di Robert Benton
- Harlan County, USA, regia di Barbara Kopple
- Guerre stellari (Star Wars), regia di George Lucas
- Equus, regia di Sidney Lumet
- Un uomo di spettacolo (The Picture Show Man), regia di John Power
- Due vite, una svolta (The Turning Point), regia di Herbert Ross
- Incontri ravvicinati del terzo tipo (Close Encounters of the Third Kind), regia di Steven Spielberg
- Giulia (Julia), regia di Fred Zinnemann

### Migliori film stranieri
- Quell'oscuro oggetto del desiderio (Cet obscur objet du désir), regia di Luis Buñuel
- Cría cuervos, regia di Carlos Saura
- Una giornata particolare, regia di Ettore Scola
- L'uomo che amava le donne (L'homme qui amait les femmes), regia di François Truffaut
- L'amico americano (Der Amerikanische Freund), regia di Wim Wenders

## Premi
- Miglior film: Due vite, una svolta (The Turning Point), regia di Herbert Ross
- Miglior film straniero: Quell'oscuro oggetto del desiderio (Cet obscur objet du désir), regia di Luis Buñuel
- Miglior attore: John Travolta (La febbre del sabato sera)
- Miglior attrice: Anne Bancroft (Due vite, una svolta)
- Miglior attore non protagonista: Tom Skerritt (Due vite, una svolta)
- Miglior attrice non protagonista: Diane Keaton (Io e Annie)
- Miglior regista: Luis Buñuel (Quell'oscuro oggetto del desiderio)
- Menzioni speciali:
  - Incontri ravvicinati del terzo tipo per gli eccezionali effetti speciali
  - Le avventure di Bianca e Bernie per aver restaurato ed evoluto l'arte dell'animazione